# Johann-Michael-Sailer-Gymnasium Dillingen
Das Johann-Michael-Sailer-Gymnasium Dillingen (kurz das „Sailer“) ist ein koedukatives Gymnasium mit humanistischem, neusprachlichem und naturwissenschaftlich-technologischem Zweig in Dillingen an der Donau.

## Lage und Gebäude
Das Johann-Michael-Sailer-Gymnasium liegt in der Ziegelstraße 8 in Dillingen. Es hat seit 2018 einen Neubau, der 18 Mio. Euro gekostet hat.

## Geschichte und Entwicklung der Schülerzahl

### Die vorjesuitische Zeit (1550–1563)
Mit Genehmigung durch Papst Paul III. am 5. April 1549 gründete der Augsburger Fürstbischof Kardinal Otto Truchsess von Waldburg als Folge der Reformen des Konzils von Trient in Dillingen das Collegium St. Hieronymi als Hochschule mit Gymnasium. Papst Julius III. bestätigte dies in einer Bulle am 22. Februar 1550 und erhob am 1. März 1551 das Collegium zur Universität. Die Erhebung und die damit verbundenen Privilegien wurden wiederum von Kaiser Karl V. am 30. Juni 1553 bestätigt. Schon zuvor, nämlich am 30. September 1549, war der Studienbetrieb in diesem Collegium litterarum aufgenommen worden. Dieses diente als bischöfliche Akademie vor allem der Ausbildung von Klerikern. Zu dem Collegium gehörten neben der Hochschule ein Priesterseminar und ein Konvikt. Ziel war es, in Zeiten des Umbruchs und der Reformation der Geistlichkeit eine solide katholische Erziehung und Bildung zu gewährleisten.
In die Hochschule war auch ein Gymnasium integriert, das vor allem die Aufgabe hatte, als Lateinschule lateinische Syntax und Grammatik zu lehren und den Schülern die Werke der römischen Klassiker zu vermitteln. Zunächst unterrichteten drei, später sechs Lehrer die Jugendlichen. Die Gesamtschülerzahl von Gymnasium und Hochschule betrug ca. 250.
In diesen Gründerjahren mit sechs Lehrstühlen betrieben zunächst die Dominikaner unter Führung des bedeutenden Konzilstheologen von Trient Pedro de Soto, dem Beichtvater Kaiser Karls V., die Universität und das Gymnasium. Neben dem aus Spanien gekommenen Pedro de Soto lehrte außerdem der kaiserliche Hofkaplan und ehemalige Professor in Paris, der Spanier Martinus de Olave. Erster Rektor war der aus den spanischen Niederlanden stammende Petrus Endavianus. Neben den drei Spaniern lehrten auch drei Gelehrte von der Universität Löwen. Keiner der ersten Professoren stammte aus dem Reich. Nachdem de Soto im März 1555 von Reginald Pole nach Oxford geholt worden war, zielte Kardinal Otto, wohl beeinflusst durch seinen Berater, den Jesuiten Petrus Canisius, auf eine Übergabe der Universität an die Jesuiten.

### Das Gymnasium unter den Jesuiten (1563–1773)
Da es an tüchtigen Lehrkräften mangelte, übergab Otto Truchsess von Waldburg die Hochschule und das Gymnasium 1563 an die Gesellschaft Jesu, unter deren Leitung das Gymnasium einen Aufschwung erlebte. Gelehrt wurde weiterhin Grammatik, Syntax, Lateinische Literatur und Rhetorik. Eine Abschlussprüfung gab es nicht, da Hochschule und Gymnasium dieselbe Institution waren. Am Ende ihrer Gymnasialzeit traten die Schüler – sie waren dann etwa 18–20 Jahre alt – in die Hochschule über. Bis auf die unterste Gymnasialklasse und die Vorbereitungsklasse waren sämtliche Lehrer Jesuiten. Die Anzahl der Schüler in Gymnasium und Hochschule wuchs von 300 im Jahre 1563 auf 760 im Jahre 1605. Die Schülerschaft bestand aus Söhnen von Adelsgeschlechtern aus Süddeutschland und auch aus dem benachbarten Ausland.
Für das Jahr 1607 ist bekannt, dass das Gymnasium von 463 Schülern besucht wurde. Diese Zahl sank während des Dreißigjährigen Krieges auf 304 (1631/32) und 63 im Jahre 1634/35. Nach dem Abzug der Schweden und dem Ende des Krieges stieg die Schülerzahl allmählich wieder.
Das Gymnasium selbst war zunächst im alten Akademiegebäude untergebracht. Nach dessen Abbruch 1628 zog es ins Konviktgebäude (heute befindet sich in diesem Gebäudeteil die Aula der Akademie für Lehrerfortbildung und Personalführung), wo es bis 1724 verblieb. Dann wurde ein neues Gebäude errichtet, das am 22. Oktober 1725 bezogen werden konnte. Dieses (Kardinal-von-Waldburg-Straße 51) beherbergt heute die Studienbibliothek.
Die Unterrichtsfächer hatten sich seit der vorjesuitischen Zeit kaum geändert: Der Schwerpunkt lag weiter auf Latein, daneben wurden auch Griechisch und Religion unterrichtet. Unterrichts- und Umgangssprache war Latein. Neben der Beherrschung der lateinischen Sprache waren Vermittlung antiken Gedankenguts und dessen Bedeutung für die christliche Weltanschauung die Unterrichtsziele. Erst im 18. Jahrhundert wurden in geringem Maße auch Naturwissenschaften unterrichtet.

### Nachjesuitische Zeit (1773–1804)
1773 wurde der Jesuitenorden durch Papst Clemens XIV. aufgehoben, die Universität und das Gymnasium Dillingen fielen an den bischöflichen Landesherrn, den Augsburger Fürstbischof Clemens Wenzeslaus von Sachsen, zurück. Trotzdem unterrichteten weiterhin Geistliche am Gymnasium. Allerdings hielt nun in Dillingen die Aufklärung Einzug. Dies ist vor allem zwei Professoren zu verdanken: Johann Michael Feneberg, der einen äußerst modernen Lehrplan entwickelte, welcher auch Deutsch, Naturgeschichte, Geschichte, Erdkunde, Algebra und Geometrie enthielt, und Johann Michael Sailer. Sailer war von dem neuen Konzept so begeistert, dass er schrieb: Das Ideal einer Lehranstalt war damals an dem Gymnasium (und der Universität Dillingen) bis auf wenige Ausnahme  eingeführt.
Allerdings ging trotz dieses guten „Zeugnisses“, das Sailer seiner Schule, die einmal seinen Namen tragen sollte, ausstellte, die Schülerzahl in diesen Jahren immer weiter zurück, so dass von 1799 bis 1803 nur jeweils ca. 60 – 80 Schüler das Gymnasium besuchten. Grund hierfür waren die napoleonischen Kriege und mangelnde finanzielle Mittel des Hochstifts Augsburg. Letzteres verlor schließlich 1802 durch die Säkularisation die Herrschaft über Dillingen an den kurbayrischen Freiherrn von Lerchenfeld. Die Hochschule wurde am 3. November 1803 aufgehoben. Der neue Landesherr, Kurfürst Maximilian IV. Joseph, der spätere Bayerische König Maximilian I., schuf als Nachfolgeinstitut ein Lyzeum mit akademischem Rang, das Gymnasium wurde 1806 als „königlich bayerisches Gymnasium“ vom Staat übernommen.

### 19. Jahrhundert: das Gymnasium als staatliche Schule
Man unterrichtet nun im Sinne des Neuhumanismus, d. h. der Fokus lag auf Latein und Griechisch. Als Nebenfächer gab es jedoch auch Geschichte, Naturbeschreibung, Geographie, Mathematik und Philosophie. Die Schülerzahl stieg bis 1823/24 auf 561, schrumpfte dann aber wieder und blieb nach starken Schwankungen ab 1848 ungefähr bei 300. 1849 endete die Zeit der geistlichen Rektoren, die bis dahin Gymnasium und Lyzeum in Personalunion geleitet hatten. Als neue Unterrichtsfächer wurden Französisch, Stenografie, Physik und Naturkunde, Zeichnen sowie Turn- und Schwimmübungen eingeführt.
Gleichzeitig erfolgte ein starker Rückgang der Schülerzahl. Während 1852 noch 330 Schüler verzeichnet wurden, besuchten 1859 nur noch 96 Schüler das Gymnasium. Dem wirkte die Diözese Augsburg durch die Einrichtung eines bischöflichen Knabenseminars im ehemaligen Seminarium St. Josephi 1862/63 entgegen, so dass gegen Ende der 1870er Jahre wieder über 300 Schüler das Gymnasium besuchten. Dies und gesteigerte Ansprüche führten zu einem Platzmangel, weshalb 1871 für Sonderräume (Zeichensaal, Musik- und Konferenzzimmer, Lehrerbibliothek, Schülerbibliothek) das direkt angrenzende Nebenhaus gekauft wurde.
Durch die 1874 erfolgte Erweiterung der Lateinschule um ein Jahr dauerte für Schüler der Besuch von Lateinschule und Gymnasium neun Jahre; am Ende des 19. Jahrhunderts wurden die ehemalige dreiklassige Lateinschule und das sechsklassige Gymnasium zu einem neunklassigen Humanistischen Gymnasium zusammengeführt. Pflichtfächer waren Deutsch, Latein, Mathematik, Geschichte und Turnen. Zeichnen und Schönschreiben hatte man bis zur 3. Klasse (heute 7. Klasse), Geografie und Naturkunde bis zur 5. (heute 9. Klasse) und Griechisch ab der 4. (heute 8.) sowie Französisch ab der 6. (heute 10.) Klasse. Als Wahlfächer konnten die Schüler Hebräisch, Englisch, Italienisch, Stenografie, Zeichnen, Musik und Schwimmen wählen. Wegen der steigenden Schülerzahl (bis zu 550 um die Jahrhundertwende) mussten in den 1890er Jahren zahlreiche Umbauarbeiten am Gebäude durchgeführt werden, denen auch die alte Aula aus der Jesuitenzeit zum Opfer fiel. Außerdem erhielt das Gymnasium im Schuljahr 1900/1901 eine Turnhalle und einen Sportplatz.

### 1900–1945 Weltkriege und Nationalsozialismus
Während des Ersten Weltkriegs mussten aufgrund Lehrermangels mehrere Parallelkurse zusammengelegt werden. Die Schülerzahl bewegte sich in den ersten beiden Jahrzehnten des neuen Jahrhunderts zwischen 400 und 500, stieg aber dann in der zweiten Hälfte der 20er Jahre stark an, um 1931/32 mit 650 Schülern einen Höchststand zu erreichen. Seit 1919 waren auch Mädchen in der Schülerschaft, jedoch nur sehr wenige (z. B. 25 im Schuljahr 1932/33). Trotz der hohen Schülerzahl erhielt die Schule jedoch nicht den von ihr geforderten und auch dringend benötigten Neubau.
Während der NS-Herrschaft sank die Schülerzahl wieder auf 376 (1937/38). 1938 wurde das Gymnasium in eine achtklassige Oberschule umgewandelt, in der man nach neuem, NS-konformen Lehrplan unterrichtete. Die Schülerzahl schwankte in den Kriegsjahren stark, da viele Schüler zum Kriegsdienst einberufen wurden oder (bereits ab der 5. (heute 9.) Klasse als Flakhelfer Dienst tun mussten: Im Schuljahr 1944/45 besuchten nur noch acht Schüler die 7. (heute 11.) Klasse, darunter fünf Mädchen, die 8. (heute 12.) nur noch drei Schüler und eine Schülerin, wobei ab Oktober die Schülerin alleine war. Große Teile des Gebäudes konnten aus kriegsbedingten Gründen nicht mehr für den Unterricht verwendet werden. So belegte die I.G. Farben die Hälfte der Klassenzimmer im Hauptgebäude, im Nebengebäude waren eine ungarische Sanitätskompanie, Truppen der Waslow-Armee und italienische Soldaten untergebracht. Nach dem Einmarsch der Amerikaner am 22. April 1945 wurde der Unterricht eingestellt.

### 1945–1946: Neuanfang
Von den amerikanischen Besatzern wurden Soldaten im Schulhaus einquartiert, die die Einrichtung alles andere als pfleglich behandelten. Auf dem Bürgersteig vor dem Schulgebäude lagen täglich Akten, Schulbücher und Hefte, die einfach aus dem Fenster geworfen wurden. Auch das Innere des Gebäudes wurde verwüstet. Nach Abzug der Amerikaner aus dem Schulgebäude stand dieses einige Zeit leer, bis am 7. August 1945 das Bayerische Staatsministerium verfügte, dass am 18. August alle Lehrer an ihre Schulen zurückkehren sollten. Doch nur sieben Lehrer durften dann tatsächlich unterrichten, alle anderen wurden von der amerikanischen Militärregierung beanstandet. Es meldeten sich 460 Schüler an, von denen 444 am 11./12. Januar 1946 tatsächlich erschienen. Neben dem Lehrermangel und überfüllten Klassen waren weitere Probleme, dass das Inventar des Zeichensaals verlorengegangen und dass die Turnhalle beschlagnahmt worden war; auf dem Sportplatz (Geländes des heutigen Gymnasiums) befand sich ein Holzlagerplatz, außerdem durften die Schulbücher nicht mehr verwendet werden, da in ihnen nationalsozialistisches Gedankengut enthalten war. Daneben mangelte es an Heizmaterial.

### 1946–1963/64: Aufbauphase
In den folgenden Jahren versuchte man, das Gebäude wieder instand zu setzen und mit den verfügbaren Mitteln den Unterricht aufrechtzuerhalten. Bis 1951 wurde das Gebäude innen und außen komplett renoviert, neue Räume (z. B. ein Elternsprechzimmer) wurden eingerichtet und neues Inventar gekauft. Trotz dieser Maßnahmen war die Situation aufgrund Platzmangels unzureichend: Drei Klassenräume mussten im Bischöflichen Knabenseminar angemietet werden, eine Aula für Schulfeiern etc. stand nicht zur Verfügung, außerdem fehlte ein geeigneter Pausenhof, so dass die Schüler sich während der Pausen auf den Bürgersteigen der Kardinal-von-Waldburg-Straße aufhalten mussten (genau definierter Bereich: vom Fuggerhaus im Westen bis zur Oberen Apotheke im Osten).
Seit 1946 gab es wieder das „Humanistische Gymnasium“, die Oberschule wurde nur für Schüler, die vor 1946 eingetreten waren, als „Oberrealschule – sprachlicher Zweig“ weitergeführt. 1950 wurde die Oberrealschule als Nebenzweig an das Gymnasium angeschlossen, ging aber nur von den Klassen 1–6 (heute: 5–10), ihr Abitur mussten diese Oberrealschüler an einer anderen Schule ablegen. Die Bezeichnung der Schule lautete ab 1958: „Gymnasium mit Oberrealschule Dillingen/Do“. Die Schülerzahl pendelte zwischen 550 und 600, allerdings waren zum Teil bis zu 50 Schüler in einer Klasse zusammengefasst.
Da die Raumnot immer drückender wurde, ständig eine große Zahl an Renovierungsarbeiten anfiel und es immer deutlicher wurde, dass das gesamte Schulgelände den Anforderungen eines modernen Gymnasiums nicht genügte, entschied man sich im Schuljahr 1952/53 nach einer ministeriellen Besichtigung des Schulhauses schließlich für einen Neubau des Gymnasiums (Andere Pläne wie die Erweiterung durch den Ankauf des Fuggerhauses oder der Umzug in die Ludwigskaserne wurden nun aufgegeben). Als am 20. April 1956 der Staatsminister für Unterricht und Kultus Dr. August Rucker die Schule besuchte, um sich von der Notwendigkeit eines Neubaus zu überzeugen, nannte der Schulleiter folgende Mängel: Verteilung des Unterrichts auf sechs Häuser, ungenügende Belichtung der Schulräume, Störung des Unterrichtes durch den Straßenlärm, kein Schulhof, kein Zeichensaal, eine einzige Toilettenkabine für die 84 Schülerinnen, zu enge Treppe, zu kleines Lehrerzimmer, völlig unzulängliches Elternsprechzimmer, kein Raum für den Schularzt. 1957 lagen bereits Baupläne für den Neubau vor, im Mai 1959 wurde schließlich mit dem Bau begonnen, am 7. November 1961 konnte die Schulanlage bezogen werden, doch erst im Mai 1964 war der Bau endgültig fertig.
Die Schülerzahl steig weiter (1963/64: 709), unter anderen auch deshalb, weil ab 1962/63 der Oberrealschulzweig als Vollanstalt ausgebaut wurde und die Schüler also nicht mehr nach der 6. (heute 10.) Klasse die Schule wechseln mussten.

### 1964/65–1977/78: Namensgebung, Reform, Expansion
1964 war ein sehr bedeutendes Jahr für die Schule, denn im Dezember dieses Jahres gab das Kultusministerium dem Antrag statt, der Schule den Namen „Johann-Michael-Sailer-Gymnasium“ zu geben.
Ein weiteres wichtiges Ereignis des Schuljahres 1964/65 war die Einführung eines realgymnasialen Zweiges (neben dem humanistischen Zweig und der Oberrealschule). In diesem hatten Schüler mit der Sprachenfolge Latein und Englisch die Möglichkeit, in der 9. Klasse (seit 1965/66 wurde auf die heutige Zählweise umgestellt) Französisch statt Griechisch zu wählen. Dies trug mit zu wachsenden Schülerzahlen bei (1964/65: 770; 1977/79: 852). Auch der Anteil an Schülerinnen stieg in dieser Zeit etwas an (1964/65–1971/72: 8–9 %; 1977/78: 17 %.). Der Anteil an Lehrerinnen wuchs im selben Zeitraum von 7 % auf 12 %. Außerdem waren 1964/65 noch 48 % alle Schüler Internatsschüler, 1977/78 nur noch 32 %.
Ein weiteres wichtiges Ereignis in diesem Zeitraum war die Einweihung des neuen Sportgeländes 1969, das noch heute der Sportplatz des Sailergymnasiums ist. Vorher musste die Schule auf das Donaustadion und den Sportplatz des Seminars ausweichen.
Ab 1975 wurde außerdem mit dem Bau des Kollegstufentraktes begonnen (heute oft einfach Grüner Block genannt), der aufgrund steigender Schülerzahlen und des neuen Kollegstufensystems nötig wurde. Dafür wurden die alte Hausmeisterwohnung und die alte Pausenhalle abgerissen, als Ersatz für letztere diente der Überdachte Gang zwischen den beiden Pausenhöfen, die neue Hausmeisterwohnung entstand südlich der Turnhallen. Der Kollegstufentrakt selbst wurde 1977 in Betrieb genommen.

### 1978/79–1989/90: Umbruch
In dieser Zeit halbierte sich die Schülerzahl des Johann-Michael-Sailer-Gymnasiums nahezu auf 484 Schüler, woran geburtenschwachen Jahrgänge 1975–1979, die Gründung eines Gymnasiums in Wertingen und das Schließen der Internate schuld waren. Gleichzeitig nahm die Anzahl der Schüler, die sich für den humanistischen Zweig entschieden, rapide ab. Auch Latein als erste Fremdsprache verlor an Beliebtheit (1978/79: 50 %; 1988/89: 21 %). Damit war der mathematisch-naturwissenschaftliche Zweig der dominierende geworden. Um die Attraktivität von Latein als erster Fremdsprache wieder zu steigern, wurde die mathematische Ausbildungsrichtung auch für L1-Schüler geöffnet (ab Jahrgangsstufe 8). Daher wählten im Schuljahr 1989/90 wieder 57 % der Schüler der 5. Jahrgangsstufe Latein.
Der Anteil von Schülerinnen stieg in diesem Zeitraum von 18 % auf 28 %.
Außerdem war eine umfangreiche Generalsanierung nötig, da der erst 1960 errichtet Bau bereits erhebliche Mängel aufwies. 1986 errichtete man ein Denkmal für Michael Kitzelmann, einen Abiturienten des Jahrgangs 1936, der von den Nationalsozialisten hingerichtet worden war, in einem von da ab „Ehrenhof“ genannten Innenhof (Heute befindet sich an dieser Stelle die Pausenhalle).

### 1990/91–1999/2000: Aufbruch ins neue Jahrtausend
In diesem Zeitraum wuchs der neusprachlich-mathematische Zweig weiter, während vor allem der humanistische stark zurückging. Auch Latein als erste Fremdsprache nahm – besonders seit Einführung des „Europäischen Gymnasiums“ (mit mathematisch-naturwissenschaftlicher Ausrichtung) 1999/2000 stark ab. Die Schülerzahl stieg in diesem Zeitraum leicht an auf 663, der Anteil der Mädchen betrug im Jahre 2000 40 %.
Da das Gymnasium bis dahin keine Aula besaß, in der sich die Schüler bei schlechtem Wetter aufhalten konnten, wurde 1998 mit dem Bau einer Pausenhalle begonnen. Hierzu wurde der wenig beachtete, weil zu abseits gelegene, „Ehrenhof“ überdacht und umgebaut. Die Ehrentafel für Michael Kitzelmann erhielt ihren neuen Platz im Schnittpunkt der Grundstücksdiagonalen, genau in der Mitte des inneren Pausenhofs. 1999 konnte die Pausenhalle in Betrieb genommen werden. Neben dieser Funktion verfügte die Schule nunmehr über einen bestens ausgestatteten Veranstaltungs- und Theaterraum mit umfangreicher Audio- und Lichttechnik.

### Das „Sailer“ im neuen Jahrtausend
2010 feierte die Schule ihr 460-jähriges Jubiläum. Wie für alle Gymnasien Bayerns stellte dann das erste Jahrzehnt im neuen Jahrtausend auch für das Sailergymnasium einen starken Einschnitt dar: Wie vor 1874 und während der Nazi-Herrschaft wurde die Gymnasial-Schulzeit wieder auf acht Jahre verkürzt (G8), die Schüler verlassen die Schule also nach der 12. Klasse. Der letzte G9-Jahrgang legte im Schuljahr 2010/2011 sein Abitur ab, seitdem existiert die 13. Klasse nicht mehr. Daher ist nach einem starken Anstieg der Schülerzahl ab 2011 ein kleiner Rückschritt zu verzeichnen: 2005/06 betrug die Schülerzahl des Sailergymnasiums 850, im Schuljahr 2012/2013 besuchten knapp 800 Gymnasiasten die Schule, 2013/14 waren es ca. 750. Im Jahr 2015 wurde das Johann-Michael-Sailer-Gymnasium in das nationale Exzellenz-Netzwerk MINT-EC aufgenommen.

## Ausbildungsrichtungen
Das Johann-Michael-Sailer-Gymnasium bietet ab der 8. Klasse drei Schulzweige an, ein
- Sprachliches Gymnasium mit humanistischem Zweig (Latein, Englisch, Altgriechisch) und neusprachlichem Zweig (3 moderne Fremdsprachen: Englisch, Französisch, Spanisch) und ein
- Naturwissenschaftlich-technologisches Gymnasium.[8]

Seit 2010 wird das Gymnasium als „Begabungsstützpunkt in Nordschwaben“ durch das Kultusministerium gefördert.

### StudienvereinigungDilingana
In der 400-Jahr-Feier des Gymnasiums im 13. bis 18. Juli 1950 liegt die Geburtsstunde der Dillinger Studienvereinigung Dilingana. Während der Feierlichkeiten wurde eine „Vorläufige Satzung der Dillinger Studienvereinigung“ verfasst. Aufgrund dieser Vereinsordnung fand am 13. März 1951 die Gründungsversammlung der Studienvereinigung statt, auf der die Dillinger Studienvereinigung von den anwesenden Mitgliedern ordentlich gegründet wurde.   Die Studienvereinigung Dilingana ist eine Vereinigung von ehemaligen Schülern und Freunden des Johann-Michael-Sailer-Gymnasiums. Durch ein jährliches Mitteilungsblatt wird die Verbindung zur Schule aufrechterhalten. Außerdem veranstaltet sie alle fünf Jahre ein großes Studiengenossenfest, zu dem jeweils alle ehemaligen Schüler und Lehrer eingeladen sind.

### Förderverein
Zweck des Fördervereins ist die „sachorientierte und materielle Förderung“ des Gymnasiums. Dazu gehören neben Zuwendungen für die Schulausstattung auch die Zuwendung an bedürftige Schüler und die Durchführung von kulturellen und sportlichen Veranstaltungen.

### Auszeichnungen
MINT-freundliche Schule, Digitale Schule, MINT-EC, Auszeichnung mit dem Berufswahlsiegel, Jugend debattiert, DELF, DELE, Cambridge Advanced English, Schule ohne Rassismus, Weltklasse-Siegel

## Bekannte Angehörige

### Lehrer
- Ernst Bodensteiner (1869–1936), Altphilologe
- Johann Michael Feneberg (1751–1812), römisch-katholischer Priester
- Helmut Hroß (1930–2019), Pädagoge und Autor
- Hans Rubenbauer (1885–1963), Altphilologe
- Johann Michael Sailer (1751–1832), katholischer Theologe
- Christoph Scheiner (1573–1650), Jesuit, Physiker, Optiker und Astronom
- Bernhard Stöger (1757–1815), katholischer Theologe, Philosoph und Pädagoge
- Erich Pawlu (1934–2022), Autor
- Michael Wildegger (1826–1912), katholischer Geistlicher und Mitglied des Deutschen Reichstags
- Ernst Wüst (1875–1959), Klassischer Philologe
- Adolf Layer (1920–1984), Historiker und Universitätslehrbeauftragter (Lehrer von 1948 bis 1972)[13]

### Schüler
- Franz Bauer (1930–2020), Altphilologe und Gymnasiallehrer
- Thomas Bock (* 1957), Architekt
- Johann Michael Diepolder (1820–1903), bayerischer Beamter sowie Abgeordneter der Bayerischen Abgeordnetenkammer und des deutschen Zollparlaments
- Adam Emanuel de Gabrieli (1715–1785), Jesuitenprofessor und Spitalpfarrer in Eichstätt
- Joseph Gambihler (1801–1847), Lehrer und Publizist
- Hermann Gradl (1883–1964), Maler, Zeichner, Illustrator und Hochschullehrer
- Vinzenz Hamp (1907–1991), katholischer Theologe und Professor
- Benedikt Hebel (1865–1922), römisch-katholischer Priester und Reichstagsabgeordneter
- Friedrich Hefele (1884–1956), Historiker und Archivar
- Joseph Maria Helmschrott (1759–1836), Benediktiner, Bibliothekar und Gymnasiallehrer
- Anton von Henle (1851–1927), Bischof von Passau und Bischof von Regensburg
- Michael Kitzelmann (1916–1942), Offizier der Wehrmacht
- Jakob Knab (* 1951), Autor
- Sebastian Kneipp (1821–1897), römisch-katholischer Priester, Hydrotherapeut und Naturheilkundler
- Adolf Krazer (1858–1926), Mathematiker und Hochschullehrer
- Anton Losinger (* 1957), Weihbischof und Dompropst im Bistum Augsburg
- Johann Evangelist Georg Lutz (1801–1882), römisch-katholischer Geistlicher und später Irvingianer
- Alfred Marstaller (* 1959 oder 1960), Brigadegeneral außer Dienst der Luftwaffe der Bundeswehr
- Matthias Merkle (1816–1881), katholischer Geistlicher und Mitglied des Deutschen Reichstags
- Karl Alois Nack (1751–1828), römisch-katholischer Geistlicher und Theologe
- Hans Rauch (1876–1936), Politiker (BVP)
- Joseph Renftle (1823–1881), römisch-katholischer und später altkatholischer Geistlicher
- Marquard II. Schenk von Castell (1605–1685), Fürstbischof von Eichstätt
- Franz Schmid (1895–1937), Politiker (NSDAP)
- Hans Schmelzle (1874–1955), Jurist, Verwaltungsbeamter und Politiker (BVP)
- Hanns Stock (1908–1966), Ägyptologe
- Michael Toxites (1514–1581), Dichter, Lehrer, Mediziner und Herausgeber medizinischer und alchemistischer Schriften
- Josef Franz von Weckert (1822–1889), 76. Bischof von Passau
- Albert Wucher (1920–2010), Journalist und Autor zeitgeschichtlicher Bücher
- Friedrich Zoepfl (1885–1973), römisch-katholischer Priester und Historiker

### Schulleiter seit 1946
- Hans Müller 1946–1948
- Siegfried von Klessing 1948–1959 (Planung neues Schulgebäude 1958–1959)
- Clemens Gerst 1959–1974 (Neubau am jetzigen Standort 1959–1961)
- Ludwig Häring 1974–1978 („grüner“ Erweiterungsbau 1975–1977)
- Hanns Kuen 1978–1985
- Manfred Keßler 1985–1991
- Joachim Hopp 1991–1995[14]
- Walter A. Neubeck 1995–2001 (Neubau Pausenhalle/Aula 1998–1999)[15]
- Herbert Hofmann 2001–2009 (Neubau Mensa 2003)[16]
- Kurt Ritter 2009–2023 (Neubau Erweiterung, Generalsanierung ab 2015, Ersatzneubau ab 2021)[17]
- Beate Merkel seit 2023